# Virginia Prince
Virginia Charles Prince (Los Angeles, 23 de novembro de 1912 – Los Angeles, 2 de maio de 2009), nascida como Arnold Lowman, foi uma ativista transgênero americana. Ela publicou a revista Transvestia e fundou a Foundation for Personality Expression (FPE) e posteriormente a Society for the Second Self para homens heterossexuais cross-dressers.
Começou a se vestir com roupas femininas em torno dos 12 anos de idade, usando roupas de sua mãe. Estudou na Pomona College, e conquistou um PhD em farmacologia pela Universidade da Califórnia em São Francisco em 1939, onde trabalhou como docente. Passou a viver abertamente como mulher na década de 1960.
É uma pioneira no debate sobre transgeneridade, sendo considerada "fundadora do movimento transgênero" pelo historiador Vern Bullough.